# Michał Korczewski
Michał Korczewski (ur. 16 września 1889 w Krakowie, zm. 28 lipca 1954 w Warszawie) – polski botanik, biochemik i fitofizjolog, wieloletni kierownik Katedry Fizjologii Roślin Szkoły Głównej Gospodarstwa Wiejskiego.

## Życiorys
Pochodził z rodziny Antoniego Zająca i Barbary z Bartosików, w 1918 roku został adoptowany przez Adama Korczewskiego. Ukończył Gimnazjum św. Anny, od 1908 roku studiował na Uniwersytecie Jagiellońskim. doktorat uzyskał w 1916 roku na podstawie rozprawy Wpływ koncentracji glukozy na szybkość wzrostu kropidlaka, habilitację w 1922 roku na podstawie pracy Studia nad tzw. oksydazą jodkową wydzielaną przez grzybnię kropidlaka. Był asystentem profesorów Władysława Rotherta, Emila Godlewskiego (ojca) i Edmunda Załęskiego.
W 1922 roku przeniósł się do Warszawy, gdzie objął stanowisko kierownika Katedry Fizjologii Roślin Wydziału Ogrodniczego Szkoły Głównej Gospodarstwa Wiejskiego. W latach 1924–1926 oraz 1933–1938 był dziekanem Wydziału Ogrodniczego, od 1938 roku prorektorem SGGW. W 1937 roku uzyskał tytuł profesora zwyczajnego. Odbywał staże zagraniczne, między innymi u profesora V. H. Blackmana w University of Leeds oraz noblisty F. G. Hopkinsa z University of Cambridge. Prowadził badania eksperymentalne nad enzymami grzybni Aspergillus niger oraz, wspólnie z Franciszkiem Majewskim, nad funkcjami i mechanizmem wchłaniania makroelementów, jak potas i fosfor. W okresie okupacji uczestniczył w tajnym nauczaniu.
Po II wojnie światowej poświęcił się głównie pracy teoretycznej i dydaktycznej. Pod koniec lat 40. prowadził odczyty radiowe z zakresu biochemii i fizjologii. Był członkiem korespondentem Polskiej Akademii Umiejętności, członkiem Polskiego Towarzystwa Botanicznego, Polskiego Towarzystwa Fizjologicznego, Towarzystwa Naukowego Warszawskiego oraz zagranicznych towarzystw naukowych.